# Rangel Song
Der Rangel Song ist ein Lied des deutschen Singer-Songwriters Olli Schulz, mit Begleitgesang vom deutschen Moderatoren-Duo Joko und Klaas. Das Stück erschien im Rahmen einer Rubrik der Late-Night-Show Circus HalliGalli.

## Entstehung und Veröffentlichung
Geschrieben wurde der Rangel Song von Olli Schulz selbst. Die Produktion erfolgte durch Moses Schneider.
Die Erstveröffentlichung von Rangel Song erfolgte als Single am 22. April 2013. Diese erschien als Einzeltrack zum Download und Streaming durch Trocadero Records. Verlegt wurde das Lied durch die Wintrup Musikverlage. Auf dem Frontcover der Single ist – neben Interpretenangabe und Liedtitel – ein Mann, auf einer Dachkante sitzend, zu sehen. Er sitzt mit dem Rücken zum Betrachter und schaut nach vorne über die Dächer Berlins. Am linken Coverrand sieht man unter anderem den Berliner Fernsehturm. Der Mann trägt einen Kapuzenpullover mit dem Aufdruck zweier rangelnden Personen und der Aufschrift „Rangeln Worldwide“. Darüber hinaus hält er eine Gitarre in der Hand.
Um das Lied zu bewerben, erfolgte am Tag der Singleveröffentlichung ein Liveauftritt von Schulz, zusammen mit Klaas Heufer-Umlauf und Joko Winterscheidt bei Circus HalliGalli. Am 11. Oktober 2013 erschien das Lied als Teil des TV-Samplers zur Late-Night-Show.

## Hintergrund
Der Rangel Song entstand im Rahmen einer Rubrik in der deutschen Late-Night-Show Circus HalliGalli vom Moderatoren-Duo Joko und Klaas. Bereits beim Vorgänger neoParadise unternahmen Heufer-Umlauf, Schulz und Winterscheidt einen sogenannten „Buddy Tag (& Nacht)“, bei dem Schulz Winterscheidt zum Rangeln animieren wollte (Erstausstrahlung: 15. November 2012).
Am 4. März 2013 war Bjarne Mädel bei Circus HalliGalli zu Gast, hierbei mischte sich Schulz aus dem Publikum heraus in das Interview ein und fragte Mädel, ob man mit ihm noch „rangeln“ könne. Mädel bejahte dies, worauf Schulz auf ihn zuging und anrangelte. Am 8. April 2013 wurde bei Circus HalliGalli der Einspieler Rangeln: Mehr als eine Bewegung mit der Initiative „Rangeln Worldwide“ erstmals ausgestrahlt. Dieser begann mit dem Zitat: „Nur wer erwachsen wird und Kind bleibt, ist ein Mensch!“ von Erich Kästner. Während des Beitrags wird das Rangeln als seelisches Gleichgewicht dargestellt. Der Alltag und der permanente Zwang, sich erwachsen zu verhalten, zermürbe die Gesellschaft und werde zur großen Depression, hierzu sei Rangeln die Lösung im „großen Stil“. Es sei an der Zeit, diesen „Urinstinkt“ wieder zu erlangen und der Seele einen „Wellnessurlaub“ zu buchen. Im Einspieler selbst rufen Joko und Klaas zum Rangeln auf und rangeln Passanten in Berlin an. Joko stellt Klaas unter anderem die Aufgabe, einen Polizisten anzurangeln, was dieser auch tat. Der Polizist nahm ihn sofort in den Polizeigriff und verhängte einen Platzverweis.
Eine Woche später folgte der Einspieler Rangeln – Die Bewegung kommt ins Rollen. In diesem wird das „Comeback“ des Rangelns mittels Zuschauervideos und Straßenbefragungen zelebriert. Dabei kommt es zu Prominentenauftritten von den Atzen, K.I.Z, Jürgen Milski oder den Sportfreunden Stiller. Darüber hinaus sind Heufer-Umlauf und Schulz zu sehen, die am 12. April 2013 in die Livesendung des Sat.1-Frühstücksfernsehen platzen und die Moderatoren Jan Hahn und Marlene Lufen anrangelten. In den folgenden Wochen gab es weitere regelmäßige Aktionen in Bezug aufs Rangeln, wie das Nacktrangeln von Joko mit Steve-O oder dem Rangeln beim Baumblütenfest.
Die „Rangel-Bewegung“ löste einen Internet-Hype aus. Nach etwa einem Monat folgten über 125.000 Menschen der Facebook-Gruppe „Rangeln – Mehr als eine Bewegung“. Am 21. April 2013 trafen sich einige aus der Gruppe und veranstalteten einen Flashmob am Münchner Marienplatz, um wie Joko und Klaas zu rangeln.

## Inhalt
| „Rangeln, Rangeln, Rangeln. Wir rangeln auf dem Sofa da. Wir rangeln, rangeln, rangeln. Zusammen mit Rangel Yogeshwar. Wir rangeln, rangeln, rangeln. Wir rangeln heut’ die ganze Nacht. Wir rangeln, rangeln, rangeln. Wir rangeln, bis das Hochbett kracht.“ – Refrain, Originalauszug | Der Liedtext zum Rangel Song ist in deutscher Sprache verfasst. Sowohl die Musik als auch der Text wurden von Olli Schulz geschrieben und komponiert. Musikalisch bewegt sich das Lied in den Bereichen der Folk- und Popmusik. Das Tempo beträgt 110 Schläge pro Minute. Die Tonart ist Cis-Dur. Inhaltlich handelt es sich hierbei um einen Titel, der Menschen dazu animieren soll, ihr „innerliches Kind“ im „tristen Alltag“ herauszulassen. Aufgebaut ist das Lied auf zwei Strophen, einem Refrain und einem Outro. Es beginnt mit der ersten Strophe, in der Schulz die Menschen an „grauen“ oder „tristen“ Tagen zum Rangeln animiert. An die erste Strophe, in der es um verschiedene Rangel-Situationen geht, schließt sich erstmals der Refrain an. Im Refrain bezieht sich Schulz bei „Rangel Yogeshwar“ satirisch auf den luxemburgischen Wissenschaftsjournalist Ranga Yogeshwar. Auf den Refrain folgt sie zweite Strophe, die lediglich aus den beiden Zeilen „Das, was jetzt passiert, ist gar nicht schlimm“ und „Komm schon, gib dich deiner Fügung hin“ besteht. Erstere Zeile ist ein Zitat von Heufer-Umlauf, das er während eines Circus-HalliGalli-Einspielfilms zur „Bewegung Rangeln Worldwide“ sagte, als er einen Polizisten anrangelte. Auf die zweite Strophe folgt erneut der Refrain, ehe das Lied mit dem Outro endet. Dieses setzt sich aus der Wiederholung der ersten vier Zeilen der ersten Strophe sowie einer neuen letzten Zeile zusammen. Neben dem Hauptgesang von Schulz sind im Hintergrund die Stimmen von Klaas Heufer-Umlauf und Joko Winterscheidt zu hören. |

## Mitwirkende
| Liedproduktion - Klaas Heufer-Umlauf: Begleitgesang - Moses Schneider: Musikproduzent - Olli Schulz: Gesang, Liedtexter, Komponist - Joko Winterscheidt: Begleitgesang | Unternehmen - Trocadero Records: Musiklabel - Wintrup Musikverlage: Verlag |

## Rezeption

### Rezensionen
Jakob Wais von welt.de beschrieb Schulz als Erfinder des „Rangeln im TV“. Mit seinem dazugehörigen Rangel Song habe er nicht nur seine bis dahin höchste Chartplatzierung erreicht, hiermit beginne auch endgültig der Abschied vom ernsten Olli Schulz.

### Charts und Chartplatzierungen
Der Rangel Song stieg am 3. Mai 2013 auf Rang 29 in die deutschen Singlecharts ein. In der Folgewoche belegte die Single noch Rang 74, bevor sie aus den Top 100 ausschied. Für Schulz wurde dies nach vier Jahren zum zweiten von drei Charthits in Deutschland. Letztmals zuvor platzierte er sich mit Mach den Bibo in der Chartwoche vom 20. März 2009 in den Singlecharts. Mit dem Rangel Song erreichte Schulz als Autor und Interpret seine höchste Chartnotierung in den deutschen Singlecharts, womit die Single Mach den Bibo und Rang 38 ablöste.
In Österreich erreichte die Single ebenfalls in der Chartwoche vom 3. Mai 2013 die Charts und belegte dabei Rang 69, was auch die einzige Chartnotierung darstellt. Der Rangel Song wurde zum einzigen Charthit für Schulz in Österreich. Joko und Klaas erreichten beide erstmals die Singlecharts in Deutschland und Österreich.